# IGFBP-2
L'Insulin-like growth factor-binding protein 2, ou IGFBP-2, est une protéine qui, chez l'homme, est codée par le gène IGFBP2 .

## Rôle dans la folliculogénèse
IGFBP-2 est impliquée dans l'atrésie folliculaire lors du développement terminal de la folliculogénèse. IGFBP-2 est augmentée dans les cellules de granulosa et de la thèque des follicules en involution.